# Sialométaplasie nécrosante

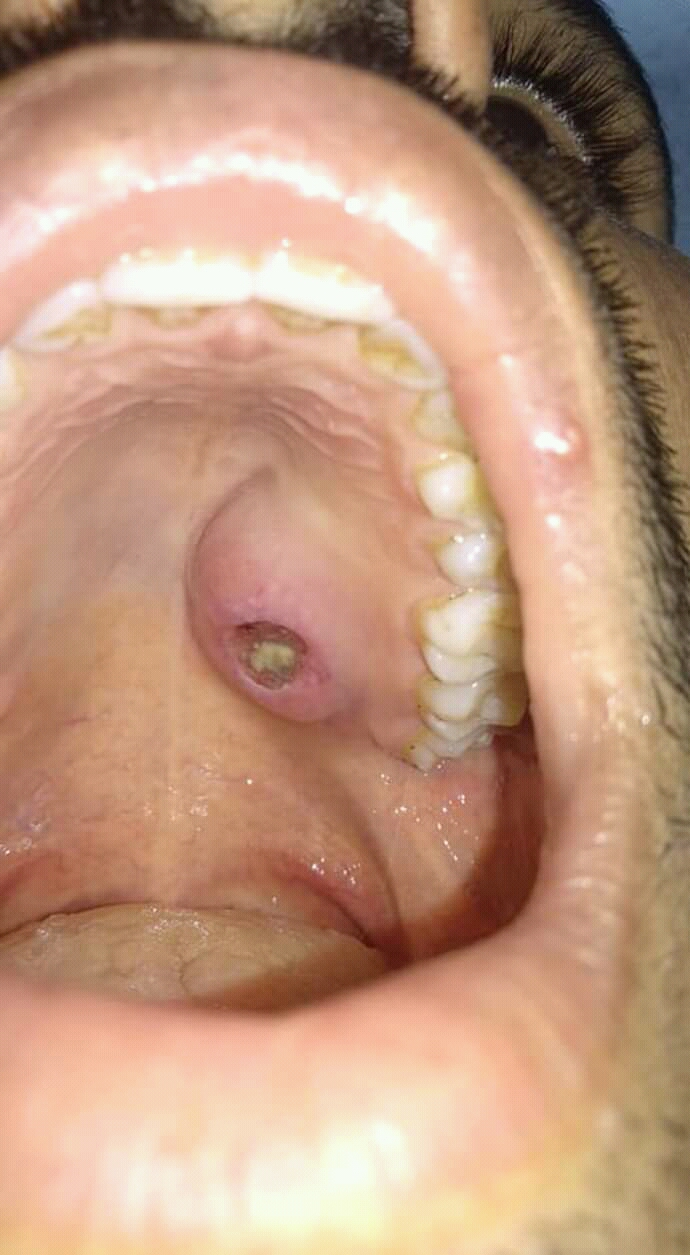

La sialométaplasie necrosante est une lésion salivaire inflammatoire bénigne. Elle s'observe habituellement chez un homme d'environ 40 ans dans les glandes salivaires du palais, essentiellement du palais dur ou à la jonction palais dur-palais mou. Elle est d'évolution lente, de résolution le plus souvent spontanée, en 1 à 3 mois.

## Anatomie pathologique
La sialométaplasie nécrosante est une lésion bénigne, souvent ulcérée et bien limitée Elle correspond à une nécrose de coagulation associée à des zones de métaplasie malpighienne, une hyperplasie pseudo-épithéliomateuse de l'épithélium adjacent et une inflammation,. 

### Diagnostic différentiel morphologique
Le diagnostic peut être très difficile, la lésion ayant un aspect malin, en particulier à l'examen extemporané per-opératoire,. 
Il existe deux principaux diagnostics différentiels :
- le carcinome épidermoïde
- le carcinome muco-épidermoïde

Dans la sialométaplasie, l'architecture lobulaire est conservée, il n'y a pas d'atypies cytonucléaires et l'inflammation est intense et polymorphe.